# Nasal bilabial sonora
La consonant nasal bilabial sonora es transcriu [m] en l'AFI, és a dir, la lletra ema minúscula. És un dels sons més freqüents en totes les llengües.

## Característiques
- És una consonant nasal, ja que l'aire s'escapa tant per la boca com pel nas.
- És bilabial, ja que són els llavis els que amb el seu contacte modifiquen la columna d'aire per produir aquest so de la parla.
- És un so sonor, ja que hi ha vibració de les cordes vocals en produir-lo.

## En català
El català té aquest fonema, correspon al so de mare. És un dels primers sons que aprenen els nadons.
També pot estar representat per la lletra ena en casos de geminació (enmig [əmˈmít͡ʃ]) o de labialització (canvi [ˈkambi])